# Wilhelm Tourneau
Wilhelm Tourneau (* 14. November 1794 in Duisburg; † 1. Februar 1860 in Sterkrade) war von 1816 bis 1853 Bürgermeister und Amtmann von Kirchhellen und von 1821 bis 1851 auch von Bottrop und Osterfeld. 

## Leben
Tourneau entstammte einer französisch-protestantischen Emigrantenfamilie und nahm als freiwilliger Jäger an den Befreiungskriegen gegen Napoléon teil. Er war Vater von neun Kindern.

## Wirken
Bis 1816 war Tourneau Sekretär bei Freiherr von der Wenge, von dem er dessen Amt als Bürgermeister in Kirchhellen übernahm. Ab 1821 stand Tourneau auch Bottrop und Osterfeld als Gemeindeoberhaupt vor. 
Bereits kurz nach Amtsantritt verlegte er den Sitz der Bürgermeisterei von der Burg Vondern nach Bottrop, das sich unter seiner Führung zu einer blühenden Landgemeinde entwickelte. Zu seinen wichtigsten Leistungen gehört die Aufwertung der Infrastruktur vor Ort, namentlich verbesserte er das Straßen- und Wegenetz, schuf die erste Postverbindung zwischen Bottrop und Osterfeld, sorgte für den Ausbau der alten Schule und erbaute die Schule in Boy neu. Tourneau setzte sich auch für die Gebietsvergrößerung der Gemeinden ein, so wurde etwa 1819 auf seine Initiative hin die Bauernschaft Ekel Kirchhellen zugesprochen. Zudem legte er die Chroniken der Gemeinden Bottrops und Osterfelds an. 1832 vereinte Tourneau Osterfeld, Kirchhellen und Bottrop zu einer Bürgermeisterei, aus welcher 1843 die Landgemeinde Bottrop entstand. Ab 1839 forcierte er außerdem Kohleschürfungen auf dem Gebiet der drei Gemeinden. Diese führten jedoch erst nach dem Ende seiner Amtszeit zu einem Ergebnis. 
1851 löste ihn sein Privatsekretär Morgenstern als Bürgermeister von Bottrop und Osterfeld ab, 1853 gab er auch sein Amt in Kirchhellen auf. Tourneaus Familie zog daraufhin von Bottrop nach Sterkrade, wo er 1857 verstarb.